# Soutěž dětí a mládeže v programování
Soutěž dětí a mládeže v programování je oborová soutěž pro žáky a studenty základních a středních škol v programování. Koná se každý rok v druhém pololetí školního roku ve třech kolech — okresním, krajském a celorepublikovém — v nichž se v časovém limitu řeší praktické programátorské úlohy v moderních programovacích jazycích, v jejichž výběru mají značnou volnost.